# Бенитес, Мартин
Мартин Николас Бенитес (исп. Martín Nicolás Benítez; 17 июня 1994, Посадас, провинция Мисьонес) — аргентинский футболист, нападающий клуба «Америка Минейро».

## Биография
Бенитес — воспитанник футбольной академии «Индепендьенте». В 2011 году он был включён в заявку основной команды. 19 ноября в матче против «Олимпо» Мартин дебютировал в аргентинской Примере, заменив во втором тайме Леонеля Нуньеса. 4 декабря в поединке против «Ньюэллс Олд Бойз» Бенитес забил свой первый гол за «Индепендьенте». В 2017 году он помог клубу завоевать Южноамериканский кубок.
С 2020 года на правах аренды выступает за бразильские клубы — «Васко да Гаму», «Сан-Паулу», и в 2022 году арендован «Гремио».
В 2011 году Бенитес в составе юношеской сборной Аргентины стал бронзовым призёром юношеского чемпионата Южной Америки в Эквадоре. На турнире он сыграл в матчах против команд Боливии, Парагвая, Бразилии и дважды Эквадора. В поединках против парагвайцев и эквадорцев Мартин забил по голу. Летом того же года Бенитес принял участие в юношеском чемпионате мира в Мексике. На турнире он сыграл в матчах против команд Франции и Ямайки.

## Достижения
- Чемпион штата Сан-Паулу (1): 2021
- Чемпион штата Риу-Гранди-ду-Сул (1): 2022
- Обладатель Южноамериканского кубка (1): 2017
- Обладатель Кубка банка Суруга (1): 2018